# Pierwomajskij (rejon błagowarski)
Pierwomajskij (ros. Первомайский) – wieś (sieło) w Rosji, w Baszkortostanie, w rejonie błagowarskim. W 2010 liczyła 970 mieszkańców.